# Neven Mimica
Neven Mimica (Split, 12 de octubre de 1953) es un político croata del Partido Socialdemócrata de Croacia (SDP). Fue comisario de Cooperación Internacional y Desarrollo en la Comisión Juncker entre 2014 y 2019.

## Biografía
Licenciado en Ciencias Económicas por la Universidad de Zagreb en 1976, fue nombrado en septiembre de 2001 ministro de Integración Europea  en el gobierno dirigido por el socialdemócrata Ivica Račan. Fue elegido diputado en el Parlamento de Croacia en 2003 y cesó de sus funciones ministeriales el 23 de diciembre de ese mismo año.
Tras las elecciones parlamentarias de 2007, fue designado vicepresidente del parlamento y después de la victoria de la Kukuriku koalicija en las elecciones de 2011, ocupó el cargo de vicerprimer ministro de Interior, Asuntos Exteriores y Europeos,  puesto del que dimite el 15 de junio de 2013 para convertirse en comisario europeo, primero de Política de Consumidores (2013-2014) y después de Cooperación Internacional y Desarrollo (2014-actualidad). En las elecciones europeas fue cabeza de lista de los socialdemócratas y ocupó brevemente un escaño en el Parlamento Europeo. 

### Primer comisario europeo croata
Tras la entrada de Croacia en la Unión Europea el 1 de julio de 2013, entró a formar parte de la Comisión Barroso como comisario europeo de Política de Consumidores. De este modo se convirtió en el primer comisario europeo croata. Actualmente forma parte de la Comisión Junckercomo comisario europeo de Cooperación Internacional y Desarrollo.